# László Bódi (Rocksänger)

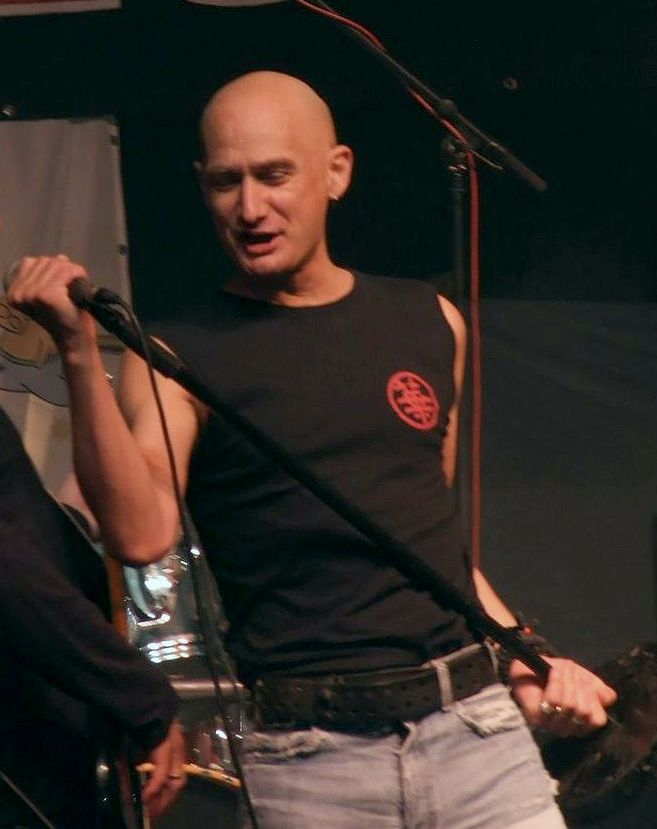
László Bódi

László „Cipő“ Bódi (* 3. Mai 1965 in Uschhorod, Ukrainische SSR, Sowjetunion; † 11. März 2013 in Budapest) war ein ungarischer Rocksänger und Komponist, Sänger und Frontmann der ungarischen Rockband Republic. Mit seinen Bandkollegen erhielt er 2010 das Offizierskreuz des Verdienstordens der Republik Ungarn.

## Leben und Karriere
Er wurde als Sohn eines Maurers in der Stadt Uschhorod in der damaligen Sowjetunion geboren. Im Alter von einem Jahr zog er mit seiner Familie in die Stadt Kisvárda im Nordosten Ungarns, wo er eine Musikgrundschule besuchte. In seiner Kindheit lernte er das Spiel auf dem Klavier und begann, sich im Alter von vierzehn Jahren mit dem Komponieren zu beschäftigen. Der eigenen Aussage nach entschied er sich für die Musikkarriere, als er den Film A Hard Day’s Night von den Beatles sah.
Im Gymnasium gründete er seine erste Band namens Cipőfűző („Schnürsenkel“), und der Spitzname Cipő („Schuh“) begleitete ihn fortan ein Leben lang. Im Alter von 18 Jahren zog er nach Budapest, wo er einen Vorbereitungskurs für das Konservatorium absolvierte und nebenbei bei den Ungarischen Staatsbahnen und der Post arbeitete.
Am 23. Februar 1990 gründete er mit vier Musikerkollegen die Band Republic, mit der sie bereits im selben Jahr das erste Album mit dem Titel Indul a mandula!!! veröffentlichten. Es folgten 21 weitere Studioalben bis 2012, mit Ausnahme des Jahres 2009 jedes Jahr eines. Bódi verfasste für die Band mehr als zweihundertvierzig Songs, war aber auch für andere Interpreten aktiv, wie zum Beispiel die ungarische Schlagersängerin Zsuzsa Koncz. Im Jahr 1995 veröffentlichte er ein Soloalbum.
Am 15. März 2010 erhielt er zusammen mit seinen Bandkollegen die Auszeichnung Offizierskreuz des Verdienstordens der Republik Ungarn als Anerkennung ihrer überaus erfolgreichen Musikkarriere.
Bódi litt lange Jahre hindurch an einer chronischen Herzrhythmusstörung und wurde im Jahr 2009 am Herzen operiert. Am 15. Februar 2013 musste er nach einem Infarkt ins Krankenhaus gebracht werden, wo er zuerst in einem künstlichen Tiefschlaf gehalten wurde und anschließend ins Koma fiel. Er starb in den frühen Morgenstunden des 11. März 2013.
Er war verheiratet, aber getrennt lebend und Vater von Zwillingstöchtern.